# Juventude Socialista do PDT
A Juventude Socialista do PDT (JSPDT) é uma organização política de centro-esquerda e esquerda que surge como juventude partidária do Partido Democrático Trabalhista. 